# Terceira Emenda à Constituição dos Estados Unidos
A Terceira Emenda à Constituição dos  Estados Unidos (em inglês: Third Amendment to the United States Constitution) impõe restrições ao aquartelamento de soldados em residências privadas sem o consentimento do proprietário, proibindo a prática em tempos de paz. A emenda é uma resposta aos "Quartering Acts" aprovados pelo parlamento britânico durante a preparação para a Guerra Revolucionária Americana, que permitiu ao Exército Britânico alojar soldados em residências privadas. 

## Visão geral
A "Terceira Emenda" foi introduzida no Congresso em 1789 por James Madison como parte da Declaração de Direitos dos Estados Unidos, em resposta às objeções antifederalistas à nova Constituição. O Congresso propôs a emenda aos estados em 28 de setembro de 1789 e, em 15 de dezembro de 1791, os três quartos necessários dos estados a haviam ratificado. O Secretário de Estado Thomas Jefferson anunciou a adoção da emenda em 1º de março de 1792.
A "Terceira Emenda" é uma das menos controversas da Constituição e raramente é litigada, com o escritor de justiça criminal Radley Balko chamando-a de "leitãozinho" da Constituição dos EUA. Até o momento, nunca foi a base primária de uma decisão da Suprema Corte, embora tenha sido a base do Tribunal de Apelações para o caso do Segundo Circuito Engblom v. Carey em 1982.

## Antecedentes
Em 1765, o parlamento britânico promulgou o primeiro dos "Quartering Acts", exigindo que as colônias americanas pagassem os custos dos soldados britânicos servindo nas colônias e exigindo que, se o quartel local não fornecer espaço insuficiente, os colonos alojassem as tropas em cervejarias, estalagens e estábulos. Após o "Boston Tea Party", o Quartering Act de 1774 foi promulgado. Como um dos "Atos Intoleráveis" que empurrou as colônias para a revolução, autorizou as tropas britânicas a serem alojadas sempre que necessário, inclusive em casas particulares. O aquartelamento das tropas foi citado como uma das queixas dos colonos na Declaração da Independência dos Estados Unidos.

## Texto da Terceira Emenda
A Terceira Emenda estabelece textualmente:
| “ | Nenhum soldado deverá, em tempo de paz, ser aquartelado em qualquer casa, sem o consentimento do proprietário, nem em tempo de guerra, mas da maneira a ser prescrita por lei. | ” |